# Ceramica Iași
Ceramica Iași este o companie producătoare de cărămizi și țigle din România.
În anul 2007, capacitatea de producție la Ceramica a fost de 160.000 de metri cubi pe an.
Fondul de investiții american Advent International controlează prin intermediul companiei Eurobrick International peste 70% din acțiunile Ceramica Iași.
Titlurile Ceramica sunt tranzacționate pe piața Rasdaq, la categoria de bază, sub simbolul CERE.
În anul 2011, compania a produs 373.000 de metri cubi de cărămidă.
Cifra de afaceri:
- 2013: 16,3 milioane euro [4]
- 2011: 15,3 milioane euro [3]
- 2007: 40,6 milioane lei (12 milioane euro)[5]
- 2006: 36,2 milioane lei (9,8 milioane euro)[5]

Venit net:
- 2007: 6 milioane lei[5]
- 2005: 8,8 milioane lei (2,4 milioane euro)[5]